# Lucille Dumont
Lucille Dumont (1919 - 29 de julio de 2016, nombre de nacimiento: Lucelle Dumont Baulu) fue una cantante, presentadora y locutora canadiense.

## Biografía
En 1947 fue elegida como Miss Radio por los lectores de Radiomonde. Dumont fue la primera cantante de ganar dicho título.  En 1950, Jean Dumont fue nombrada la Gran Dama de la Canción. Dumont fue incluida en el Salón de la Fama de Compositores de Canadá en 2006. En 2009 es condecorada con la Orden Nacional de Quebec. Dos años más tarde, se convirtió en oficial de la Orden de Canadá. 
Contrajo matrimonio con Jean Maurice Bailly en 1945, con quien tuvo dos hijos; la preja se divorcia en 1963.

## Discografía
- 1954, Lucille Dumont (Radio Canadá, P-111)
- 1963, Lucille Dumont (Adagio, 298501)
- 1964, Pour toi... (Columbia, FL-326/FS-326; Reedción 1968, Harmonie, HFS-9055)
- 1964, Mes premières chansons (RCA Víctor Gala, CGP 243, compilación)
- 1996, Les refrains d'abord (2 CD, Fonovox, VOX 7825-2, compilación)
- 2005, Lucille Dumont: Collection Québec Info Musique (Expérience, EXP-105, compilación)

## Premios
- 1947, Miss Radio
- 2006, Salón de la Fama de Compositores de Canadá.
- 1999, Orden de Canadá
- 2001, Orden Nacional de Quebec